# Plămânii artropodelor

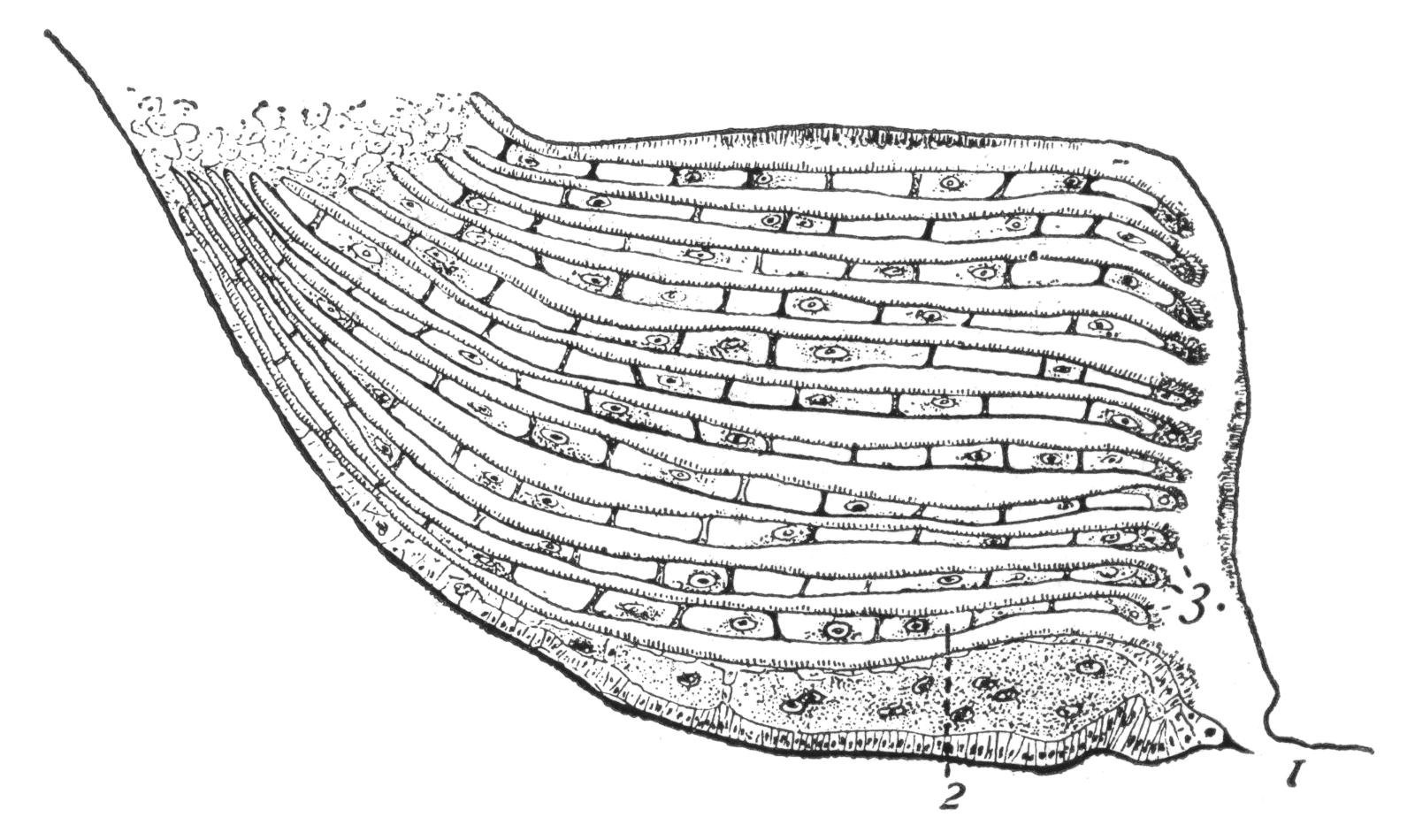
Plămân în secţiune longitudinală

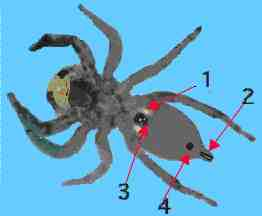
Poziţia stigmelor pulmonarea (1) pe partea ventrală a opistosomeii păianjenilor

Plămânii artropodelor în literatura mai veche sunt numiți și saci pulmonari. Aceștia reprezintă organele de respirație la unele arahnide, precum păianjenii, scorpionii. Deși se numesc la fel, ei nu au nicio asemănarea cu plămânii vertebratelor. Ei se găsesc în interiorul cavității opistosomei și se deschid în exterior prin stigme pulmonare. Ei sunt formați din lamele pararalele așezate asemena filelor din cărți, de unde și denumirea în unele limbi de plămân carte. Lamele sunt puternic vascularizate și bogate în hemolimfă. La unele arahnide plămânii lipsesc, respirația efectuându-se prin suprafața corpului sau trahei ramificate (acarieni, opilioni etc). Iar la păianjenii araneomorfi sunt și plămâni și sistem traheal. 
Plămânii reprezintă invaginării în cavitatea opistosomei. Pereții formează lamele (plăci) așezate paralele. Aerul intră în plămâni prin stigme. Apoi, el ocupă spațiul dintre lamele și aici are loc schimbul de gaze dintre aer și hemolimfă – sângele arahnidelor. Structura lamelară mărește suprafața de contact cu aer. 

Cele mai vechi urme fosile de acest tip de plămâni au fost găsiți la trgonotarbide, arahnide dispărute cu 410 milioane ani în urmă. Este imposibil, de a diferenție plămânii fosili de cei ai actualelor arahnide.
Absența sau prezența plămânilor împarte clasa Arachnida în două grupe.
 
Prima: arahnide pulmonate – scorpionii (4 perechi) și telifonide, schizomide, amblipigi, păianjeni – câte două perechi (doar păianjeni din subrodinele Mesothelae și Mygalomorphae au câte 2 perechi, cei din Araneomorphae - una). Ultimii sunt incluși în grupul Tetrapulmonata.

A două grupă: arahnide apulmonate – palpigrazii, opilionii, acarienii, pseudoscorpionii, ricinulei și solifugele. 